# Stolarskicyathus
Genre
Stolarskicyathus est un genre de coraux durs de la famille des Gardineriidae.

## Liste d'espèces
Selon World Register of Marine Species (5 juillet 2015), le genre Stolarskicyathus comprend l'espèce suivante :
- Stolarskicyathus pocilliformis Cairns, 2004